# García Fernández
García Fernández (García in spagnolo, galiziano e asturiano, Garcia in catalano e portoghese; Burgos, 938 circa – Cordova, estate 995) soprannominato el de las manos blancas (dalle mani bianche), fu conte indipendente di Castiglia (970-995) e conte di Burgos, Lantarón, Cerezo e Álava.

## Origine
García, come riporta il documento n° 35 del  Cartulario de San Millán de la Cogolla, era figlio del conte di Castiglia Fernán González e di Sancha Sanchez di Pamplona, documento n° 35, datato 945 (900-955 circa, figlia, secondo il codice di Roda del re di Pamplona Sancho I Garcés e di Toda di Navarra,, la figlia di Aznar Sánchez, signore di Larraun e di Oneca Fortúnez, la figlia del re di Pamplona Fortunato Garcés e di Oria.

Fernán González, come riporta il documento n° X del cartulario de san pedro de arlanza, era figlio del conte di Castiglia Gonzalo Fernández e di Muniadomna di Lara (ego Munia dona eí filius meus Ferrandus, proles Qundesalvi), (?- circa 935), che forse era discendente del re delle Asturie Ramiro I, e che il religioso e storico Fray Justo Pérez de Urbel, nel suo Historia del Condado de Castilla (non consultato) sostiene addirittura che fosse la figlia del re delle Asturie Ramiro I e della prima moglie Urraca.

## Biografia
Secondo il Chronicon Burgense suo padre Fernán González morì nel 971 (Era MIX. Obiit comes Fernandus Gundisalvi), e García Fernández gli succedette nel titolo di conte, come confermano gli Annales Complutense

Pur continuando ad avere la più completa autonomia amministrativa e indipendenza, riconobbe ai sovrani del León una superiorità giuridica.

Comunque García Fernández, come riporta il documento n° XXI del cartulario de san pedro de arlanza, veniva già citato con il titolo di conte di Castiglia nel 970 (Ego predictus comes Garsea cum coniugé Ava).

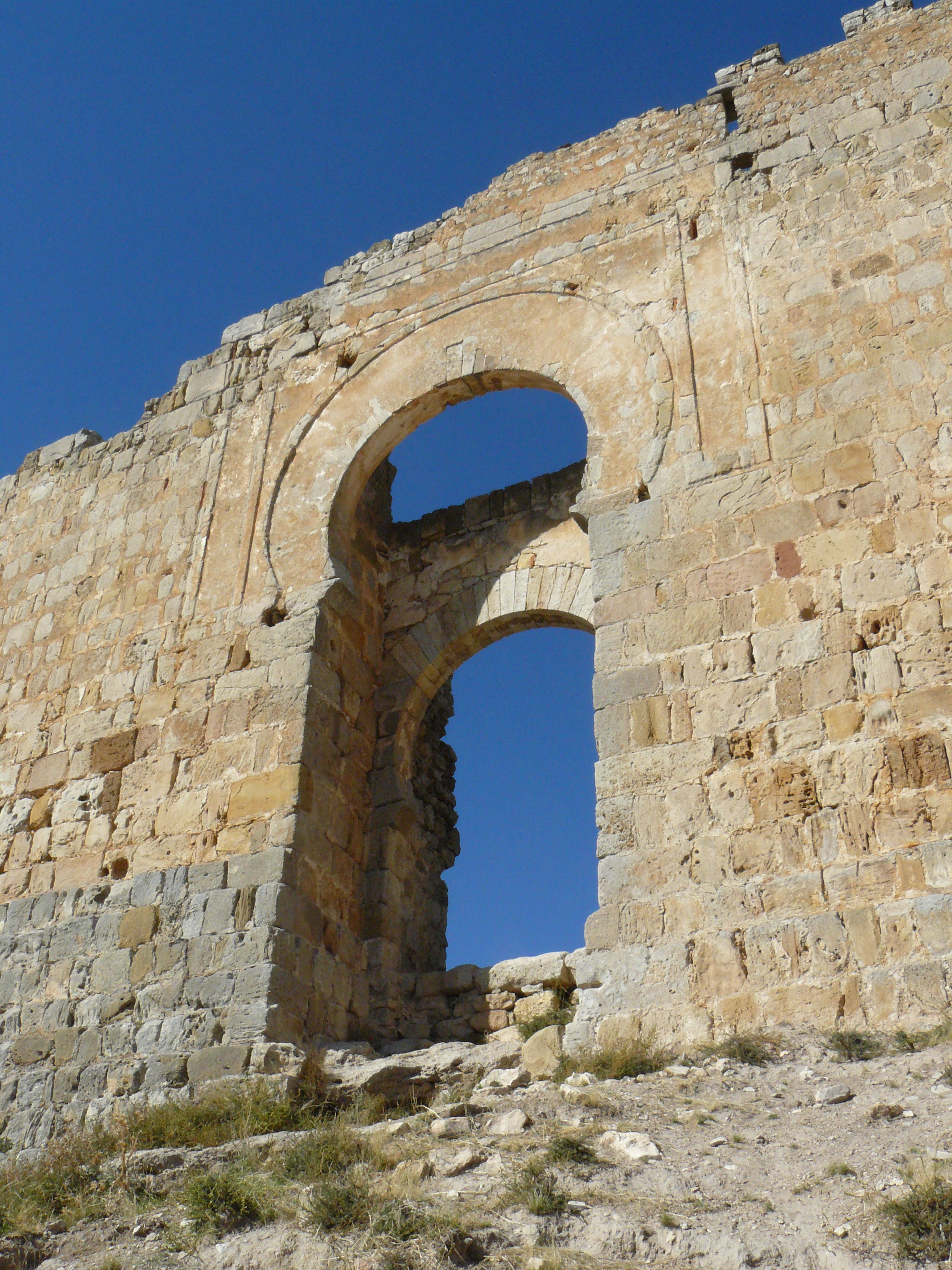
Porta della fortezza de Gormaz

Il documento n° II del Cartulario del infantado de Covarrubias del 972 conferma che Garcia aveva sposato Ava ed erano già nati alcuni figli (domno Garsea comite sive domna Ava cometissa et filiis adque filiabus vestris).
Per contrastare la pressione dei musulmani sulle frontiere della contea ampliò la base sociale promulgando le ordinanze dei cavalieri contadini di Castrojeriz, che equiparavano automaticamente tutti i contadini proprietari di un cavallo equipaggiato per la guerra ai nobili di seconda classe.
Nella guerra contro al-Andalus inizialmente ebbe un successo con la conquista di Deza (974), ma l'anno dopo fallì l'assedio di Gormaz e fu sconfitto a Langa sulle sponde del fiume Duero come riporta la Storia della Bardulia .
Nel novembre del 978 Garcia e la moglie, Ava (Garsias Ferdinandez cum coniuge mea Ava comitisa), fondarono a Covarrubias il monastero dell'Infantado de Covarrubias, per la figlia Urraca (filiamque nostram Urracam) e per le principesse che non trovavano marito, come riporta il documento n° VII del Cartulario del infantado de Covarrubias (domno Garsea comite sive domna Ava cometissa et filiis adque filiabus vestris).
Nel 978 il generale in capo dell'esercito di al-Andalus, Ghālib, suocero di Almanzor, si era ribellato al califfo Hisham II ibn al-Hakam, e con le truppe a lui fedeli aveva posto il suo quartier generale a Medinaceli e, secondo la Histoire de l'Afrique et de l'Espagne, Intitulée Al-Bayano'l-Mogrib (Volume 2), aveva l'appoggio anche di nobili cristiani, tra cui Garcia, ma morì, nel 981, nella battaglia di Tarancueña, vicino a Retortillo de Soria (Soria), durante una carica di cavalleria che stava mettendo in difficoltà gli avversari, ma poi le truppe di Almanzor ebbero la meglio.

La penisola iberica e le vittoriose campagne militari di Almanzor

Dopo che l'esercito di al-Andalus aveva saccheggiato Zamora, nel 981, il re del León Ramiro III cercò, insieme al conte di Castiglia García Fernández e al re di Navarra Sancho Abarca, di creare una coalizione anti-islamica fra León, Castiglia e Navarra, ammassando truppe nella valle del Duero.

L'hajib Almanzor marciò però celermente contro le truppe cristiane e le sbaragliò nella battaglia di Rueda, 40 km circa a sud est di Simancas.
Al ritorno da questa campagna Almanzor assunse e si fece attribuire il titolo (laqab) con il quale è noto: al-Mansūr bi-llāh (Colui che è reso vincitore da Dio), da cui Almanzor, come riporta lo storico Rafael Altamira.

La penisola iberica alla morte di García Fernández

Dopo queste sconfitte, García Fernández, contrastò Almanzor restando sulla difensiva.
Ma nel 990 l''[hajib di al-Andalus appoggiò una rivolta di suo figlio Sancho Garcés, come riportano gli Annales Complutense.

Da quel momento la Castiglia fu divisa in due parti, una governata da Garcia e l'altra da Sancho.
Garcia morì prigioniero a Cordova, nel 995, dopo essere stato ferito e fatto prigioniero in una scaramuccia di confine, nell'estate di quell'anno, come riportano gli Annales Complutense; mentre il Chronicon Burgense riporta che fu catturato, dopo essere stato ferito in riva al Duero e che morì durante il trasferimento a Cordova; infine fu inumato nel Monastero di San Pedro de Cardeña. Inizialmente il corpo di Garcia era stato consegnato ai cristiani di Cordova e tumulato nella chiesa dei Tre Santi.

Alla sua morte, la contea fu ereditata, assieme al titolo di conte, da suo figlio, il ribelle, Sancho Garcés.

## La battaglia di Calatañazor
L'arcivescovo di Toledo, Rodrigo Jiménez de Rada e il vescovo di Tuy, Lucas, oltre 200 anni dopo l'avvenimento, ci narrano che nel 998, il re di León Bermudo II il re di Navarra Garcia II Sanchez il Tremolante e il conte di Castiglia Garcia Fernández, formarono una lega e attaccarono Almanzor a Calatañazor, dove gli inflissero una terribile sconfitta e che Almazor morì in seguito a Medinaceli a causa delle ferite riportate nella battaglia in questione (la battaglia di Calatañazor).
Inoltre ci dicono che al ritorno dell'esercito di al-Andalus a Cordova, apparve miracolosamente un pastore (nel quale gli storici cristiani videro il diavolo) che cantava la famosa lirica: «A Calatañazor Almanzor perse il suo tamburo» («en Calatañazor perdió Almanzor el tambor»).
Questa versione presenta due gravi inesattezze:
- il conte di Castiglia García Fernández era morto nel 995
- Almanzor è accertato che morì nella notte tra il 10 e l'11 agosto del 1002[20]

Poiché gli avvenimenti risalgono a circa 250 anni della redazione della cronaca, molto probabilmente si sono introdotti errori sia riguardo ai partecipanti sia alla data: a Calatañazor, nel 1002, ci fu uno scontro tra gli alleati cristiani (il re di León Alfonso V, il re di Navarra Sancho III Garcés il Grande e il conte di Castiglia Sancho Garcés), che riportarono la vittoria e la retroguardia delle truppe di Almanzor che stava rientrando, già gravemente ammalato (e quindi non partecipò alla battaglia), nel suo quartiere invernale di Medinaceli, dove poco dopo morì.

## Matrimonio e discendenza
Verso il 960 García aveva sposato Ava di Ribagorza (?-dopo il 995), figlia, secondo il codice di Roda del Conte di Ribagorza, Raimondo II e di Garsenda di Fézensac .

Garcia da Ava ebbe sette figli::
- Sancho Garcés (965-1017), conte di Castiglia[18] (995-1017).
- Gonzalo Garcés di Castiglia, citato nel documento n° VII del Cartulario del infantado de Covarrubias (Gundisalbo Garsea)[14]
- Mayor Garcés di Castiglia, sposò il Conte di Pallars Jussà, Raimondo III, come viene anche precisato dal capitolo n° XXXVI del libro XLVI della España sagrada. 46, De las santas iglesias de Lérida, Roda y Barbastro[23]
- Urraca Garcés di Castiglia (?-1039), citata nel documento n° VII del Cartulario del infantado de Covarrubias (filiamque nostram Urracam)[14]
- Elvira Garcés di Castiglia (?-1017), sposò il re di León Bermudo II, come conferma Memorias de las reynas catholicas[24]
- Toda Garcés di Castiglia (?-1031), citata nel documento n° VII del Cartulario del infantado de Covarrubias (Tota comitissa)[14], sposò Sancho Gómez, della famiglia dei Banu Gómez, conti di Saldaña
- Oneca Garcés di Castiglia, sposata ad Almanzor[25], nel 995, e, nel 1045, badessa di San Salvador d'Ona.

## Ascendenza
|                             |                   |                     | Genitori                 |  |  | Nonni |  |  | Bisnonni       |  |  | Trisnonni |  |
|                             |                   |                     |                          |  |  |       |  |  | Fernando Muñoz |  |  | …         |  |
|                             |                   |                     |                          |  |  |       |  |  | Fernando Muñoz |  |  | …         |  |
|                             |                   | …                   |                          |  |  |       |  |  | Fernando Muñoz |  |  |           |  |
| Gonzalo Fernández de Burgos |                   |                     |                          |  |  |       |  |  | Fernando Muñoz |  |  |           |  |
|                             |                   | Gutina Díaz         | Diego Rodriguez Porcelos |  |  |       |  |  |                |  |  |           |  |
|                             |                   | Gutina Díaz         | Diego Rodriguez Porcelos |  |  |       |  |  |                |  |  |           |  |
|                             |                   | Gutina Díaz         | …                        |  |  |       |  |  |                |  |  |           |  |
| Ferdinando Gonzales         |                   | Gutina Díaz         |                          |  |  |       |  |  |                |  |  |           |  |
|                             |                   | …                   | …                        |  |  |       |  |  |                |  |  |           |  |
|                             |                   | …                   | …                        |  |  |       |  |  |                |  |  |           |  |
|                             |                   | …                   | …                        |  |  |       |  |  |                |  |  |           |  |
| Muniadomna di Lara          |                   | …                   |                          |  |  |       |  |  |                |  |  |           |  |
|                             |                   | …                   | …                        |  |  |       |  |  |                |  |  |           |  |
|                             |                   | …                   | …                        |  |  |       |  |  |                |  |  |           |  |
|                             |                   | …                   | …                        |  |  |       |  |  |                |  |  |           |  |
| García Fernández            |                   | …                   |                          |  |  |       |  |  |                |  |  |           |  |
|                             | García II Jiménez | Jimeno I Garcés     |                          |  |  |       |  |  |                |  |  |           |  |
|                             | García II Jiménez | Jimeno I Garcés     |                          |  |  |       |  |  |                |  |  |           |  |
|                             | García II Jiménez | …                   |                          |  |  |       |  |  |                |  |  |           |  |
| Sancho I Garcés di Navarra  | García II Jiménez |                     |                          |  |  |       |  |  |                |  |  |           |  |
|                             |                   | Dadildis di Pallars | …                        |  |  |       |  |  |                |  |  |           |  |
|                             |                   | Dadildis di Pallars | …                        |  |  |       |  |  |                |  |  |           |  |
|                             |                   | Dadildis di Pallars | …                        |  |  |       |  |  |                |  |  |           |  |
| Sancha Sánchez di Navarra   |                   | Dadildis di Pallars |                          |  |  |       |  |  |                |  |  |           |  |
|                             |                   | Aznar Sánchez       | Sancho I di Guascogna    |  |  |       |  |  |                |  |  |           |  |
|                             |                   | Aznar Sánchez       | Sancho I di Guascogna    |  |  |       |  |  |                |  |  |           |  |
|                             |                   | Aznar Sánchez       | …                        |  |  |       |  |  |                |  |  |           |  |
| Toda di Navarra             |                   | Aznar Sánchez       |                          |  |  |       |  |  |                |  |  |           |  |
|                             |                   | Onneca Fortúnez     | …                        |  |  |       |  |  |                |  |  |           |  |
|                             |                   | Onneca Fortúnez     | …                        |  |  |       |  |  |                |  |  |           |  |
|                             |                   | Onneca Fortúnez     | …                        |  |  |       |  |  |                |  |  |           |  |
|                             |                   | Onneca Fortúnez     |                          |  |  |       |  |  |                |  |  |           |  |

### Fonti primarie
- (LA)  Cartulario del infantado de Covarrubias
- (LA)  Cartulario de San Millán de la Cogolla Archiviato il 27 febbraio 2023 in Internet Archive.
- (LA)  España sagrada. Volumen 23
- (LA)  cartulario de san pedro de arlanza
- (LA)  Textos navarros del Códice de Roda Archiviato il 31 gennaio 2021 in Internet Archive..
- (LA)  Historia de España: parte XVI, Sampiri Astoricensis Episcopi chronicon.
- (LA)  España sagrada. Volumen 14.
- (FR)  #ES Histoire de l'Afrique et de l'Espagne, Volume 2
- (ES)  #ES España sagrada. 46, De las santas iglesias de Lérida, Roda y Barbastro

### Letteratura storiografica
- Rafael Altamira, Il califfato occidentale, in L’espansione islamica e la nascita dell’Europa feudale, collana «Storia del mondo medievale», II volume, Milano, Garzanti, 1999  [1979],  pp. 477–515, SBN RAV0065639.